# Stefan Czmil
Stepan Czmil vel Stefan Czmil, SDB (ur. 20 października 1914 w Sądowej Wiszniej; zm. 22 stycznia 1978 w Rzymie) – ukraiński sługa Boży Kościoła katolickiego.

## Życiorys
Stefan Czmil urodził się 20 października 1914 roku w małym miasteczku Sądowa Wisznia w Galicji Wschodniej. Jego rodzicami byli Stefan i Julia z Szydłowskich. W 1925 roku rozpoczął naukę w ukraińskim gimnazjum w Przemyślu. W latach 1936–1939 studiował filozofię w salezjańskim kolegium w Foglizzo, a następnie przerwał studia, aby przejść dwuletni etap edukacyjny wśród nowicjuszy Villa Moglia, po czym został przyjęty do salezjańskiego domu.
W 1945 roku otrzymał święcenia kapłańskie. W 1948 roku za zgodą przełożonych został wysłany przez Świętą Kongregację dla Kościołów Wschodnich do Argentyny, gdzie rozpoczął działalność misyjną. W następnych latach pełnił swą misję salezjańską był nauczycielem, pedagogiem i spowiednikiem. Był również wykładowcą języka literatury włoskiej. Zaczął potem chorować i przeszedł operację usunięcia kamienia żółciowego. Po chwilowej poprawie stanu zdrowia, rankiem w dniu 22 stycznia 1978 roku wszedł do zakrystii kaplicy seminaryjnej i wtedy źle się poczuł. Po mszy zemdlał w zakrystii; wówczas seminarzyści zabrali go do pokoju i położyli go do łóżka. Zmarł mając 63 lata w opinii świętości. Obecnie trwa jego proces kanonizacyjny.